# National Football League 2022
La stagione NFL 2022 è stata la 103ª stagione sportiva della National Football League, la massima lega professionistica statunitense di football americano. La stagione è iniziata l'8 settembre 2022 e si è conclusa con il Super Bowl LVII, che si è disputato il 12 febbraio 2023 allo State Farm Stadium di Glendale, Arizona, vinto dai Kansas City Chiefs, giunti al loro terzo titolo, sui Philadelphia Eagles per 38 a 35.
Il Washington Football Team ha cambiato denominazione in Washington Commanders prima dell'inizio della stagione.

## Modifiche alle regole
- La Regola Rooney è stata estesa in maniera tale da includere anche le donne, indipendentemente dalla loro etnia o minoranza di appartenenza. Tutte le squadre dovranno prevedere una donna o un rappresentante di una minoranza in qualità di assistente dell'attacco.[3]
- Le squadre potranno utilizzare un secondo casco con colori alternativi rispetto a quello principale, venendo meno la regola, introdotta nel 2013, di poter utilizzare durante la stagione un unico modello di casco.[4][5] In tutto, 13 squadre hanno adottato un secondo casco per la stagione.[6]
- Nelle gare dei playoff ad ogni squadra è garantito almeno un possesso della palla durante l'eventuale tempo supplementare, anche se la prima squadra ad averlo ha segnato un touchdown. Questo per evitare che, se la prima squadra ad avere la palla nel tempo supplementare segni un touchdown al suo primo possesso, la partita termini senza che l'altra squadra abbia la possibilità di pareggiare. Resta invece invariata la regola durante le gare della stagione regolare.[7]
- Viene resa permanente la regola sperimentale introdotta nella stagione 2021 per limitare al kickoff a nove i giocatori nella set-up zone (l'area tra le 10 e le 25 yard dal punto di calcio), per aumentare così la possibilità della squadra che calcia di riconquistare il possesso del pallone in caso di onside kick.[7]
- Un giocatore inserito nella lista delle riserve/infortunati può ritornare al roster attivo dopo quattro partite (erano tre, in precedenza). I passaggi dalla lista riserve/infortunati o dalla squadra di allenamento al roster attivo possono essere complessivamente al massimo otto per stagione e un singolo giocatore può ritornare dalla lista riserve/infortunati al roster attivo al massimo due volte a stagione.[8]
- Elevato il numero di giocatori della squadra di allenamento a sedici (erano dodici, in precedenza) e permessi al massimo tre passaggi a stagione dalla squadra di allenamento al roster attivo (erano due, in precedenza).[8]
- Aggiunta la diagnosi di atassia tra i sintomi che impediscono ad un giocatore infortunato di rientrare in partita nel protocollo di prevenzione e gestione della commozione cerebrale.[9]
- Nel processo di ricerca di un capo allenatore o di un direttore generale, i responsabili delle decisioni chiave, inclusi i proprietari delle squadre, sono tenuti a partecipare a una formazione inclusiva per le assunzioni prima della ricerca.[10]

## Transazioni di mercato

### Free agency
La free agency iniziò il 16 marzo 2022. Tra i giocatori degni di nota ad avere cambiato maglia vi furono:
- Quarterback: Marcus Mariota (da Las Vegas ad Atlanta) e Mitchell Trubisky (da Buffalo a Pittsburgh).
- Running back: Chase Edmonds (da Arizona a Miami), Ronald Jones II (da Tampa Bay a Kansas City), Sony Michel (dai Los Angeles Rams a Miami) e Raheem Mostert (da San Francisco a Miami).
- Wide receiver: D.J. Chark (da Jacksonville a Detroit), Russell Gage (da Atlanta a Tampa Bay), Jakeem Grant (da Chicago a Cleveland), Julio Jones (da Tennessee a Tampa Bay), Zay Jones (da Las Vegas a Jacksonville), Christian Kirk (da Arizona a Jacksonville), Jarvis Landry (da Cleveland a New Orleans), Allen Robinson (da Chicago ai Los Angeles Rams), JuJu Smith-Schuster (da Pittsburgh a Kansas City) e Sammy Watkins (da Baltimore a Green Bay).
- Tight end: Evan Engram (dai New York Giants a Jacksonville), Gerald Everett (da Seattle ai Los Angeles Chargers), Austin Hooper (da Cleveland a Tennessee), O.J. Howard (da Tampa Bay a Buffalo), Hayden Hurst (da Atlanta a Cincinnati) e C.J. Uzomah (da Cincinnati ai New York Jets).
- Offensive lineman: Terron Armstead (da New Orleans a Miami), Duane Brown (da Seattle ai New York Jets), Alex Cappa (da Tampa Bay a Cincinnati), La'el Collins (da Dallas a Cincinnati), Austin Corbett (dai Los Angeles Rams a Carolina), Ted Karras (da New England a Cincinnati), Andrew Norwell (da Jacksonville a Washington), Rodger Saffold (da Tennessee a Buffalo), Brandon Scherff (da Washington a Jacksonville) e Laken Tomlinson (da San Francisco ai New York Jets).
- Defensive lineman: Carlos Dunlap (da Seattle a Kansas City), Folorunso Fatukasi (dai New York Jets a Jacksonville), Dante Fowler (da Atlanta a Dallas), Akiem Hicks (da Chicago a Tampa Bay), Sebastian Joseph-Day (dai Los Angeles Rams ai Los Angeles Chargers) e Jarran Reed (da Kansas City a Green Bay).
- Linebacker: Randy Gregory (da Dallas a Denver), Jordan Hicks (da Arizona a Minnesota), Myles Jack (da Jacksonville a Pittsburgh), Chandler Jones (da Arizona a Las Vegas), Cory Littleton (da Las Vegas a Carolina), Haason Reddick (da Carolina a Philadelphia), Von Miller (dai Los Angeles Rams a Buffalo), Foyesade Oluokun (da Atlanta a Jacksonville), Za'Darius Smith (da Green Bay a Minnesota) e Bobby Wagner (da Seattle ai Los Angeles Rams).
- Defensive back: James Bradberry (dai New York Giants a Philadelphia), Stephon Gilmore (da Carolina ad Indianapolis), Casey Hayward (da Las Vegas ad Atlanta), J.C. Jackson (da New England ai Los Angeles Chargers), Tyrann Mathieu (da Kansas City a New Orleans), Marcus Maye (dai New York Jets a New Orleans), Rodney McLeod (da Philadelphia ad Indianapolis), D.J. Reed (da Seattle ai New York Jets), Justin Reid (da Houston a Kansas City), Logan Ryan (dai New York Giants a Tampa Bay), Charvarius Ward (da Kansas City a San Francisco), Jordan Whitehead (da Tampa Bay a New York Jets), Darious Williams (dai Los Angeles Rams a Jacksonville), Marcus Williams (da New Orleans a Baltimore) e Xavier Woods (da Minnesota a Carolina).
- Kicker: Greg Zuerlein (da Dallas ai New York Jets).
- Punter: Johnny Hekker (dai Los Angeles Rams a Carolina), Thomas Morstead (da Atlanta a Miami) e Bradley Pinion (da Tampa Bay ad Atlanta).

### Scambi
- 16 marzo: Seattle scambiò il QB Russell Wilson e una scelta del quarto giro del Draft 2022 con Denver per il QB Drew Lock, il TE Noah Fant, il DE Shelby Harris, le scelte del primo, secondo e quinto giro del Draft 2022 e le scelte del primo e secondo giro del Draft 2023.[11]
- 16 marzo: Indianapolis scambiò il QB Carson Wentz e una scelta del secondo giro del Draft 2022 con Washington per una scelta del secondo giro del Draft 2022 e una possibile scelta del terzo giro del draft 2023.[12]
- 16 marzo: Chicago scambiò il LB Khalil Mack con i Los Angeles Chargers in cambio delle scelte del secondo giro del Draft 2022 e del sesto giro del Draft 2023.[13]
- 16 marzo: Las Vegas scambiò il DE Yannick Ngakoue con Indianapolis per il CB Rock Ya-Sin.[14]
- 16 marzo: Dallas scambiò il WR Amari Cooper e una scelta del sesto giro del Draft 2022 con Cleveland per le scelte del quinto e sesto giro del Draft 2022.[15]
- 16 marzo: New England scambiò il LB Chase Winovich con Cleveland per il LB Mack Wilson.[16]
- 17 marzo: Green Bay scambiò il WR Davante Adams con Las Vegas per le scelte del primo e secondo giro del Draft 2022.[17]
- 18 marzo: Houston scambiò il QB Deshaun Watson e una scelta del sesto giro del Draft 2024 con Cleveland per le scelte del primo e quarto giro del Draft 2022, le scelte del primo e terzo giro del Draft 2023 e le scelte del primo e quarto giro del Draft 2024.[18]
- 21 marzo: Atlanta scambiò il QB Matt Ryan con Indianapolis per una scelta del terzo giro del draft 2022.[19]
- 23 marzo: Kansas City scambiò il WR Tyreek Hill con Miami per le scelte del primo, secondo e quarto giro del Draft 2022 e le scelte del quarto e sesto giro del Draft 2023.[20]
- 5 aprile: Miami scambiò il WR DeVante Parker e una scelta del quinto giro del Draft 2022 con New England per una scelta del terzo giro del Draft 2023.[21]
- 28 aprile: Tennessee scambiò il WR A.J. Brown con Philadelphia per le scelte del primo e terzo giro del Draft 2022.[22]
- 28 aprile: Baltimore scambiò il WR Marquise Brown e una scelta del terzo giro del Draft 2022 con Arizona per una scelta del primo giro del Draft 2022.[23]
- 15 agosto: Philadelphia scambió il TE JJ Arcega-Whiteside con Seattle per la FS Ugo Amadi.[24]
- 9 ottobre: Atlanta scambiò il LB Deion Jones con Cleveland per una scelta del sesto e settimo giro del Draft 2024.[25]
- 17 ottobre: Carolina scambió il WR Robbie Anderson con Arizona per una scelta del sesto giro del Draft 2024 e una del settimo giro del Draft 2025.[26]
- 20 ottobre: Carolina scambió il RB Christian McCaffrey con San Francisco per una scelta del secondo, terzo e quarto giro del Draft 2023 e una scelta del quinto giro del Draft 2024.[27]
- 26 ottobre: Chicago scambió il DE Robert Quinn con Philadelphia per una scelta del quarto giro del Draft 2023.[28]
- 27 ottobre: I New York Giants scambiarono il WR Kadarius Toney con Kansas City per una scelta del terzo e sesto giro del Draft 2023.[29]
- 31 ottobre: Chicago scambió il LB Roquan Smith con Baltimore per il LB A.J. Klein e una scelta del secondo e quinto giro del Draft 2023.[30]
- 1º novembre: Detroit scambió il TE T.J. Hockenson con Minnesota per una scelta del secondo giro del Draft 2023 e una del terzo giro del Draft 2024.[31]
- 1º novembre: Pittsburgh scambió il WR Chase Claypool con Chicago per una scelta del secondo giro del Draft 2023.[32]
- 1º novembre: Denver scambió il LB Bradley Chubb e una scelta del quinto giro del Draft 2025 con Miami per il RB Chase Edmonds e una scelta del primo giro del Draft 2023 e una del quarto giro del Draft 2024.[33]
- 1º novembre: Buffalo scambió il RB Zack Moss e una scelta condizionale del sesto giro del Draft 2023 con Indianapolis per il RB Nyheim Hines.[34]
- 1º novembre: Atlanta scambiò il WR Calvin Ridley con Jacksonville per una scelta condizionale del quinto giro del Draft 2023 e di una scelta condizionale del secondo giro del Draft 2024.[35]

### Draft

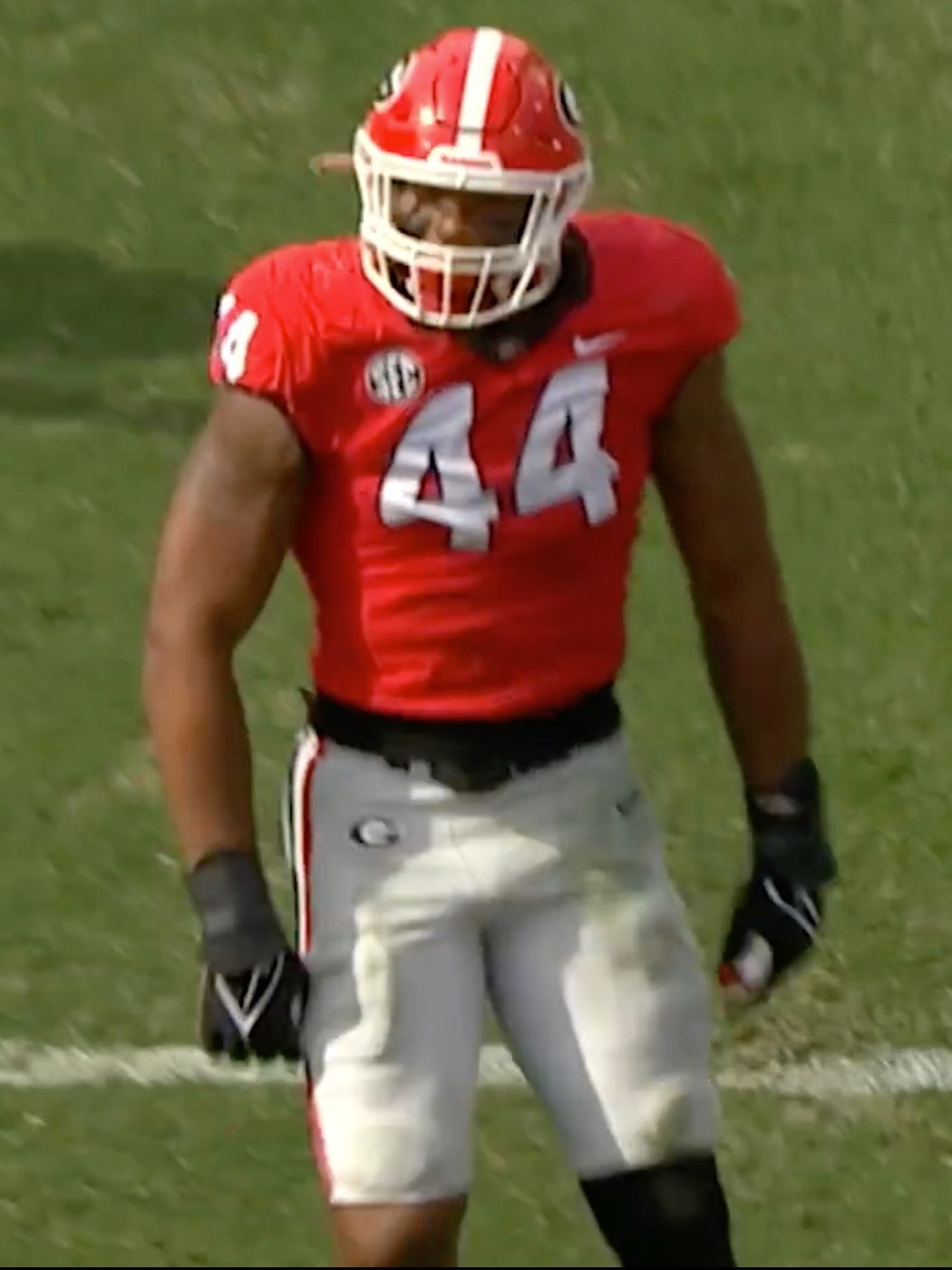
La prima scelta assoluta Travon Walker

Il Draft NFL 2022 si è svolto dal 28 al 30 aprile a Las Vegas, Nevada. La prima scelta assoluta era in possesso dei Jacksonville Jaguars, che selezionarono il defensive end dei Georgia Bulldogs Travon Walker.

### Ritiri

#### Ritiri degni di nota
- RB Frank Gore - cinque volte Pro Bowler, una second-team All-Pro. Giocò per San Francisco, Indianapolis, Miami, Buffalo e i New York Jets nel corso di 16 anni di carriera.[38]
- TE Rob Gronkowski – quattro volte vincitore del Super Bowl (XLIX, LI, LIII e LV), cinque volte Pro Bowler, quattro All-Pro e Comeback Player of the Year 2014. Giocò per New England e Tampa Bay nel corso di 11 anni di carriera.[39]
- OG Richie Incognito – quattro volte Pro Bowler. Giocò per i St. Louis/Los Angeles Rams, Buffalo, Miami e Oakland/Las Vegas nel corso di 15 anni di carriera.[40]
- SS Malcolm Jenkins – due volte vincitore del Super Bowl (XLIV e LII), tre volte Pro Bowler e una second-Team All-Pro. Giocò per New Orleans e Philadelphia nel corso di 13 anni di carriera.[41]
- LB Ryan Kerrigan – quattro volte Pro Bowler. Giocò per Philadelphia e Washington nel corso di 11 anni di carriera.[42]
- C Alex Mack – sette volte Pro Bowler, tre second-Team All-Pro. Giocò per Cleveland, Atlanta e San Francisco nel corso di 13 anni di carriera.[43]
- LB Clay Matthews – sei volte Pro Bowler, due All-Pro (una first-team e una second-team) e vincitore del Super Bowl XLV. Nella sua carriera di 11 anni giocò con Green Bay e i Los Angeles Rams.[44]
- QB Ben Roethlisberger – due volte vincitore del Super Bowl (XL e XLIII), sei volte Pro Bowler e rookie offensivo dell'anno 2004. Giocò con Pittsburgh per tutti i 18 anni di carriera.[45]
- OT Mitchell Schwartz – vincitore del Super Bowl LIV e quattro volte All-Pro (una first-team, tre second-team). Giocò per Cleveland e Kansas City nel corso di 9 anni di carriera.[46]
- FS Eric Weddle – vincitore del Super Bowl LVI, sei volte Pro Bowler, cinque All-Pro (due first-Team, tre second-team). Giocò per i San Diego Chargers, Baltimore e i Los Angeles Rams nel corso di 14 anni di carriera.[47]
- OT Andrew Whitworth – vincitore del Super Bowl LVI, quattro volte Pro Bowler, tre All-Pro (due first-team e una nel second-team) e Walter Payton NFL Man of the Year Award 2021. Giocò per Cincinnati e i Los Angeles Rams nel corso di 16 anni di carriera.[48]
- RB Todd Gurley – tre volte Pro Bowler, tre All-Pro (due first-team, una second-team) e due volte giocatore offensivo dell'anno. Giocò per i Los Angeles Rams e Atlanta nel corso di 6 anni di carriera.[49]

#### Altri ritiri
- Jay Ajayi[50]
- Beau Allen[51]
- Ricardo Allen[52]
- Kiko Alonso[53]
- Danny Amendola[54]
- Cole Beasley[55]
- Blake Bortles[56]
- Brandon Brooks[57]
- Chris Carson[58]
- Jack Cichy[59]
- Cameron Clark[60]
- Jack Crawford[61]
- Gehrig Dieter[62]
- Jack Doyle[63]
- Andrew East[64]
- B.J. Finney[65]
- Kylie Fitts[66]
- Ryan Fitzpatrick[67]
- Kavon Frazier[68]
- Antonio Gandy-Golden[69]
- Eddie Goldman[70]
- Denzelle Good[71]
- B.J. Goodson[72]
- Shaquem Griffin[73]
- Joe Haden[74]
- Chris Hogan[75]
- Wyatt Hubert[76]
- Sam Koch[77]
- Matt LaCosse[78]
- Anthony Levine[79]
- Brandon Linder[80]
- Cameron Malveaux[81]
- Ali Marpet[82]
- Jason McCourty[83]
- Rashaan Melvin[84]
- Whitney Mercilus[85]
- John Penisini[86]
- Malcolm Perry[87]
- Bilal Powell[88]
- Ty Sambrailo[89]
- Emmanuel Sanders[90]
- Buster Skrine[91]
- Jimmy Smith[92]
- Lee Smith[93]
- J.R. Sweezy[94]
- Ryan Switzer[95]
- J.C. Tretter[96]
- Stephon Tuitt[97]
- Alejandro Villanueva[98]
- Trae Waynes[99]
- James White[100]
- Tahir Whitehead[101]
- Khari Willis[102]
- Robert Windsor[103]
- Derek Wolfe[104]
- K.J. Wright[105]

## Stagione regolare
La stagione regolare è iniziata l'8 settembre 2022 con l'incontro tra i Los Angeles Rams, vincitori del Super Bowl LVI, e i Buffalo Bills. Gli accoppiamenti intraconference e interconference sono stati i seguenti:
Intraconference
- AFC East vs. AFC North
- AFC South vs. AFC West
- NFC East vs. NFC North
- NFC South vs. NFC West

Interconference
- AFC East vs. NFC North
- AFC North vs. NFC South
- AFC South vs. NFC East
- AFC West vs. NFC West

Gara supplementare Interconference
- NFC East contro AFC North
- NFC North contro AFC South
- NFC South contro AFC West
- NFC West contro AFC East

### Risultati stagione regolare
- La qualificazione ai play-off è indicata in verde (tra parentesi è indicato il seed).

| AFC East             |    |    |   |     |     |     |
| Squadra              | V  | S  | P | PCT | PF  | PS  |
| (2) Buffalo Bills    | 13 | 3  | 0 | 813 | 455 | 286 |
| (7) Miami Dolphins   | 9  | 8  | 0 | 529 | 397 | 399 |
| New England Patriots | 8  | 9  | 0 | 471 | 364 | 347 |
| New York Jets        | 7  | 10 | 0 | 412 | 296 | 316 |

| NFC East                |    |   |   |     |     |     |
| Squadra                 | V  | S | P | PCT | PF  | PS  |
| (1) Philadelphia Eagles | 14 | 3 | 0 | 824 | 477 | 344 |
| (5) Dallas Cowboys      | 12 | 5 | 0 | 706 | 467 | 342 |
| (6) New York Giants     | 9  | 7 | 1 | 559 | 365 | 371 |
| Washington Commanders   | 8  | 8 | 1 | 500 | 321 | 343 |

| AFC North              |    |    |   |     |     |     |
| Squadra                | V  | S  | P | PCT | PF  | PS  |
| (3) Cincinnati Bengals | 12 | 4  | 0 | 750 | 418 | 322 |
| (6) Baltimore Ravens   | 10 | 7  | 0 | 588 | 350 | 315 |
| Pittsburgh Steelers    | 9  | 8  | 0 | 529 | 308 | 346 |
| Cleveland Browns       | 7  | 10 | 0 | 412 | 361 | 381 |

| NFC North             |    |    |   |     |     |     |
| Squadra               | V  | S  | P | PCT | PF  | PS  |
| (3) Minnesota Vikings | 13 | 4  | 0 | 765 | 424 | 427 |
| Detroit Lions         | 9  | 8  | 0 | 529 | 453 | 427 |
| Green Bay Packers     | 8  | 9  | 0 | 471 | 370 | 371 |
| Chicago Bears         | 3  | 14 | 0 | 176 | 326 | 463 |

| AFC South                |   |    |   |     |     |     |
| Squadra                  | V | S  | P | PCT | PF  | PS  |
| (4) Jacksonville Jaguars | 9 | 8  | 0 | 529 | 404 | 350 |
| Tennessee Titans         | 7 | 10 | 0 | 412 | 298 | 359 |
| Indianapolis Colts       | 4 | 12 | 1 | 265 | 289 | 427 |
| Houston Texans           | 3 | 13 | 1 | 206 | 289 | 420 |

| NFC South                |   |    |   |     |     |     |
| Squadra                  | V | S  | P | PCT | PF  | PS  |
| (4) Tampa Bay Buccaneers | 8 | 9  | 0 | 471 | 313 | 358 |
| Carolina Panthers        | 7 | 10 | 0 | 412 | 347 | 374 |
| New Orleans Saints       | 7 | 10 | 0 | 412 | 330 | 345 |
| Atlanta Falcons          | 7 | 10 | 0 | 412 | 365 | 386 |

| AFC West                 |    |    |   |     |     |     |
| Squadra                  | V  | S  | P | PCT | PF  | PS  |
| (1) Kansas City Chiefs   | 14 | 3  | 0 | 824 | 496 | 369 |
| (5) Los Angeles Chargers | 10 | 7  | 0 | 588 | 391 | 384 |
| Las Vegas Raiders        | 6  | 11 | 0 | 353 | 395 | 418 |
| Denver Broncos           | 5  | 12 | 0 | 294 | 287 | 359 |

| NFC West                |    |    |   |     |     |     |
| Squadra                 | V  | S  | P | PCT | PF  | PS  |
| (2) San Francisco 49ers | 13 | 4  | 0 | 765 | 450 | 277 |
| (7) Seattle Seahawks    | 9  | 8  | 0 | 529 | 407 | 401 |
| Los Angeles Rams        | 5  | 12 | 0 | 294 | 307 | 384 |
| Arizona Cardinals       | 4  | 13 | 0 | 235 | 340 | 449 |

spareggi
1. ↑  I Dolphins hanno ottenuto il seed 7 sugli Steelers in base alla vittoria nello scontro diretto.
2. ↑  I Jets hanno finito davanti ai Titans e ai Browns in base rispettivamente alle vittorie con gli stessi avversari (3-3 contro 2-4) e al miglior record di vittorie di conference (5-7 contro 4-8).
3. ↑  I Titans hanno finito davanti ai Browns in base al miglior record di vittorie di conference (5-7 contro 4-8).
4. ↑  I Panthers hanno finito davanti ai Saints e ai Falcons in base al miglior record negli scontri diretti (3-1 contro rispettivamente 2-2 e 3-1).
5. ↑  I Saints hanno finito davanti ai Falcons in base alle vittorie negli scontri diretti.
6. ↑  I Chargers hanno ottenuto il seed 5 sui Ravens in base al miglior record di vittorie di conference (7-5 contro 6-6).
7. ↑  I 49ers hanno ottenuto il seed 2 sui Vikings in base al miglior record di vittorie di conference (10-2 contro 8-4).
8. ↑  I Seahawks hanno ottenuto il seed 7 sui Lions in base alla vittoria nello scontro diretto.

### Cambiamenti nel calendario
- Settimana 17: la partita Buffalo-Cincinnati fu inizialmente sospesa nel corso del primo quarto a seguito dell'arresto cardiaco che colpì la S Damar Hamlin, conseguentemente ad un intervento sul WR Tee Higgins, rendendo necessario il trasporto in ospedale del giocatore.[106] In seguito, la gara fu definitivamente cancellata per assenza di date utili a recuperarla. Per ovviare alla situazione di disparità venutasi a creare - laddove il risultato dell'incontro non disputato si fosse rivelato cruciale ai fini dell'assegnazione dei rispettivi seed - la lega optò per la disputa dell'AFC Championship in campo neutro nel caso in cui a prendervi parte fossero state Kansas City e una tra Cincinnati e Buffalo.[107]

## Play-off
I play-off sono incominciati il 14, 15 e 16 gennaio 2023 con il Wild Card Round. Si sono quindi disputati i Divisional Playoff il 21 e il 22 gennaio e i Conference Championship il 29 gennaio. Il Super Bowl LVII si è disputato il 12 febbraio 2023 al State Farm Stadium di Glendale, Arizona.

### Seeding
| Seed | American Football Conference               | National Football Conference               |
| ---- | ------------------------------------------ | ------------------------------------------ |
| 1    | Kansas City Chiefs (vincitori AFC West)    | Philadelphia Eagles (vincitori NFC East)   |
| 2    | Buffalo Bills (vincitori AFC East)         | San Francisco 49ers (vincitori NFC West)   |
| 3    | Cincinnati Bengals (vincitori AFC North)   | Minnesota Vikings (vincitori NFC North)    |
| 4    | Jacksonville Jaguars (vincitori AFC South) | Tampa Bay Buccaneers (vincitori NFC South) |
| 5    | Los Angeles Chargers (Wild Card)           | Dallas Cowboys (Wild Card)                 |
| 6    | Baltimore Ravens (Wild Card)               | New York Giants (Wild Card)                |
| 7    | Miami Dolphins (Wild Card)                 | Seattle Seahawks (Wild Card)               |

### Incontri
| Wild Card Game | Wild Card Game                     | Wild Card Game                     | Wild Card Game                     |                                  |                               | Divisional Play-off           | Divisional Play-off                  | Divisional Play-off         |             |    | Conference Championship | Conference Championship | Conference Championship |  |  | Super Bowl LVII | Super Bowl LVII | Super Bowl LVII | Super Bowl LVII | Super Bowl LVII |
|                |                                    |                                    |                                    |                                  |                               |                               |                                      |                             |             |    |                         |                         |                         |  |  |                 |                 |                 |                 |                 |
|                |                                    |                                    |                                    |                                  |                               |                               |                                      |                             |             |    |                         |                         |                         |  |  |                 |                 |                 |                 |                 |
|                | 16 gennaio - Raymond James Stadium | 16 gennaio - Raymond James Stadium | 16 gennaio - Raymond James Stadium |                                  |                               | 22 gennaio - Levi's Stadium   | 22 gennaio - Levi's Stadium          | 22 gennaio - Levi's Stadium |             |    |                         |                         |                         |  |  |                 |                 |                 |                 |                 |
|                | 5                                  | Dallas                             | 31                                 |                                  |                               | 22 gennaio - Levi's Stadium   | 22 gennaio - Levi's Stadium          | 22 gennaio - Levi's Stadium |             |    |                         |                         |                         |  |  |                 |                 |                 |                 |                 |
|                | 5                                  | Dallas                             | 31                                 |                                  |                               | 22 gennaio - Levi's Stadium   | 22 gennaio - Levi's Stadium          | 22 gennaio - Levi's Stadium |             |    |                         |                         |                         |  |  |                 |                 |                 |                 |                 |
|                | 4                                  | Tampa Bay                          | 14                                 |                                  |                               | 22 gennaio - Levi's Stadium   | 22 gennaio - Levi's Stadium          | 22 gennaio - Levi's Stadium |             |    |                         |                         |                         |  |  |                 |                 |                 |                 |                 |
|                | 4                                  | Tampa Bay                          | 14                                 | 5                                | Dallas                        | 12                            |                                      |                             |             |    |                         |                         |                         |  |  |                 |                 |                 |                 |                 |
|                |                                    |                                    |                                    | 5                                | Dallas                        | 12                            | 29 gennaio - Lincoln Financial Field |                             |             |    |                         |                         |                         |  |  |                 |                 |                 |                 |                 |
|                | 14 gennaio - Levi's Stadium        | 14 gennaio - Levi's Stadium        | 14 gennaio - Levi's Stadium        |                                  | 2                             | San Francisco                 | 19                                   |                             |             |    |                         |                         |                         |  |  |                 |                 |                 |                 |                 |
|                | 14 gennaio - Levi's Stadium        | 14 gennaio - Levi's Stadium        | 14 gennaio - Levi's Stadium        |                                  | 2                             | San Francisco                 | 19                                   |                             |             |    |                         |                         |                         |  |  |                 |                 |                 |                 |                 |
|                | 14 gennaio - Levi's Stadium        | 14 gennaio - Levi's Stadium        | 14 gennaio - Levi's Stadium        |                                  |                               |                               |                                      |                             |             |    |                         |                         |                         |  |  |                 |                 |                 |                 |                 |
|                | 7                                  | Seattle                            | 23                                 | 2                                | San Francisco                 | 7                             |                                      |                             |             |    |                         |                         |                         |  |  |                 |                 |                 |                 |                 |
|                | 7                                  | Seattle                            | 23                                 | 2                                | San Francisco                 | 7                             | 21 gennaio - Lincoln Financial Field |                             |             |    |                         |                         |                         |  |  |                 |                 |                 |                 |                 |
|                | 2                                  | San Francisco                      | 41                                 |                                  |                               | 1                             | Philadelphia                         | 31                          |             |    |                         |                         |                         |  |  |                 |                 |                 |                 |                 |
|                | 2                                  | San Francisco                      | 41                                 |                                  |                               | 1                             | Philadelphia                         | 31                          |             |    |                         |                         |                         |  |  |                 |                 |                 |                 |                 |
|                |                                    |                                    |                                    |                                  |                               |                               |                                      |                             |             |    |                         |                         |                         |  |  |                 |                 |                 |                 |                 |
|                | 15 gennaio - U.S. Bank Stadium     | 15 gennaio - U.S. Bank Stadium     | 15 gennaio - U.S. Bank Stadium     | 6                                | N.Y. Giants                   | 7                             |                                      |                             |             |    |                         |                         |                         |  |  |                 |                 |                 |                 |                 |
|                | 15 gennaio - U.S. Bank Stadium     | 15 gennaio - U.S. Bank Stadium     | 15 gennaio - U.S. Bank Stadium     | 6                                | N.Y. Giants                   | 7                             |                                      |                             |             |    |                         |                         |                         |  |  |                 |                 |                 |                 |                 |
|                | 15 gennaio - U.S. Bank Stadium     | 15 gennaio - U.S. Bank Stadium     | 15 gennaio - U.S. Bank Stadium     | 1                                | Philadelphia                  | 38                            |                                      |                             |             |    |                         |                         |                         |  |  |                 |                 |                 |                 |                 |
|                | 6                                  | N.Y. Giants                        | 31                                 | 1                                | Philadelphia                  | 38                            |                                      |                             |             |    |                         |                         |                         |  |  |                 |                 |                 |                 |                 |
|                | 6                                  | N.Y. Giants                        | 31                                 | 12 febbraio - State Farm Stadium |                               |                               |                                      |                             |             |    |                         |                         |                         |  |  |                 |                 |                 |                 |                 |
|                | 3                                  | Minnesota                          | 24                                 |                                  |                               |                               |                                      |                             |             |    |                         |                         |                         |  |  |                 |                 |                 |                 |                 |
|                | 3                                  | Minnesota                          | 24                                 |                                  |                               |                               |                                      |                             |             |    |                         |                         |                         |  |  |                 |                 |                 |                 |                 |
|                |                                    |                                    |                                    |                                  |                               |                               |                                      |                             |             |    |                         |                         |                         |  |  |                 |                 |                 |                 |                 |
|                | N1                                 | Philadelphia                       | 35                                 |                                  |                               |                               |                                      |                             |             |    |                         |                         |                         |  |  |                 |                 |                 |                 |                 |
|                | N1                                 | Philadelphia                       | 35                                 |                                  |                               |                               |                                      |                             |             |    |                         |                         |                         |  |  |                 |                 |                 |                 |                 |
|                | 15 gennaio - Paycor Stadium        | 15 gennaio - Paycor Stadium        | 15 gennaio - Paycor Stadium        | 22 gennaio - Highmark Stadium    | 22 gennaio - Highmark Stadium | 22 gennaio - Highmark Stadium |                                      | A1                          | Kansas City | 38 |                         |                         |                         |  |  |                 |                 |                 |                 |                 |
|                | 15 gennaio - Paycor Stadium        | 15 gennaio - Paycor Stadium        | 15 gennaio - Paycor Stadium        | 22 gennaio - Highmark Stadium    | 22 gennaio - Highmark Stadium | 22 gennaio - Highmark Stadium |                                      | A1                          | Kansas City | 38 |                         |                         |                         |  |  |                 |                 |                 |                 |                 |
|                | 15 gennaio - Paycor Stadium        | 15 gennaio - Paycor Stadium        | 15 gennaio - Paycor Stadium        | 22 gennaio - Highmark Stadium    | 22 gennaio - Highmark Stadium | 22 gennaio - Highmark Stadium |                                      |                             |             |    |                         |                         |                         |  |  |                 |                 |                 |                 |                 |
|                | 6                                  | Baltimore                          | 17                                 | 22 gennaio - Highmark Stadium    | 22 gennaio - Highmark Stadium | 22 gennaio - Highmark Stadium |                                      |                             |             |    |                         |                         |                         |  |  |                 |                 |                 |                 |                 |
|                | 6                                  | Baltimore                          | 17                                 | 22 gennaio - Highmark Stadium    | 22 gennaio - Highmark Stadium | 22 gennaio - Highmark Stadium |                                      |                             |             |    |                         |                         |                         |  |  |                 |                 |                 |                 |                 |
|                | 3                                  | Cincinnati                         | 24                                 | 22 gennaio - Highmark Stadium    | 22 gennaio - Highmark Stadium | 22 gennaio - Highmark Stadium |                                      |                             |             |    |                         |                         |                         |  |  |                 |                 |                 |                 |                 |
|                | 3                                  | Cincinnati                         | 24                                 | 3                                | Cincinnati                    | 27                            |                                      |                             |             |    |                         |                         |                         |  |  |                 |                 |                 |                 |                 |
|                |                                    |                                    |                                    | 3                                | Cincinnati                    | 27                            | 29 gennaio - Arrowhead Stadium       |                             |             |    |                         |                         |                         |  |  |                 |                 |                 |                 |                 |
|                | 15 gennaio - Highmark Stadium      | 15 gennaio - Highmark Stadium      | 15 gennaio - Highmark Stadium      |                                  | 2                             | Buffalo                       | 10                                   |                             |             |    |                         |                         |                         |  |  |                 |                 |                 |                 |                 |
|                | 15 gennaio - Highmark Stadium      | 15 gennaio - Highmark Stadium      | 15 gennaio - Highmark Stadium      |                                  | 2                             | Buffalo                       | 10                                   |                             |             |    |                         |                         |                         |  |  |                 |                 |                 |                 |                 |
|                | 15 gennaio - Highmark Stadium      | 15 gennaio - Highmark Stadium      | 15 gennaio - Highmark Stadium      |                                  |                               |                               |                                      |                             |             |    |                         |                         |                         |  |  |                 |                 |                 |                 |                 |
|                | 7                                  | Miami                              | 31                                 | 3                                | Cincinnati                    | 20                            |                                      |                             |             |    |                         |                         |                         |  |  |                 |                 |                 |                 |                 |
|                | 7                                  | Miami                              | 31                                 | 3                                | Cincinnati                    | 20                            | 21 gennaio - Arrowhead Stadium       |                             |             |    |                         |                         |                         |  |  |                 |                 |                 |                 |                 |
|                | 2                                  | Buffalo                            | 34                                 |                                  |                               | 1                             | Kansas City                          | 23                          |             |    |                         |                         |                         |  |  |                 |                 |                 |                 |                 |
|                | 2                                  | Buffalo                            | 34                                 |                                  |                               | 1                             | Kansas City                          | 23                          |             |    |                         |                         |                         |  |  |                 |                 |                 |                 |                 |
|                |                                    |                                    |                                    |                                  |                               |                               |                                      |                             |             |    |                         |                         |                         |  |  |                 |                 |                 |                 |                 |
|                | 14 gennaio - TIAA Bank Field       | 14 gennaio - TIAA Bank Field       | 14 gennaio - TIAA Bank Field       | 4                                | Jacksonville                  | 20                            |                                      |                             |             |    |                         |                         |                         |  |  |                 |                 |                 |                 |                 |
|                | 14 gennaio - TIAA Bank Field       | 14 gennaio - TIAA Bank Field       | 14 gennaio - TIAA Bank Field       | 4                                | Jacksonville                  | 20                            |                                      |                             |             |    |                         |                         |                         |  |  |                 |                 |                 |                 |                 |
|                | 14 gennaio - TIAA Bank Field       | 14 gennaio - TIAA Bank Field       | 14 gennaio - TIAA Bank Field       | 1                                | Kansas City                   | 27                            |                                      |                             |             |    |                         |                         |                         |  |  |                 |                 |                 |                 |                 |
|                | 5                                  | L.A. Chargers                      | 30                                 | 1                                | Kansas City                   | 27                            |                                      |                             |             |    |                         |                         |                         |  |  |                 |                 |                 |                 |                 |
|                | 5                                  | L.A. Chargers                      | 30                                 |                                  |                               |                               |                                      |                             |             |    |                         |                         |                         |  |  |                 |                 |                 |                 |                 |
|                | 4                                  | Jacksonville                       | 31                                 |                                  |                               |                               |                                      |                             |             |    |                         |                         |                         |  |  |                 |                 |                 |                 |                 |
|                | 4                                  | Jacksonville                       | 31                                 |                                  |                               |                               |                                      |                             |             |    |                         |                         |                         |  |  |                 |                 |                 |                 |                 |

### Vincitore
| Vincitori del Super Bowl LVII Kansas City Chiefs 3º titolo |

## Cambi di allenatore

### Prima dell'inizio della stagione
| Squadra              | Allenatore 2021 | Interim 2021   | Allenatore 2022   | Ragione       |
| -------------------- | --------------- | -------------- | ----------------- | ------------- |
| Chicago Bears        | Matt Nagy       | Matt Nagy      | Matt Eberflus     | Licenziamento |
| Denver Broncos       | Vic Fangio      | Vic Fangio     | Nathaniel Hackett | Licenziamento |
| Houston Texans       | David Culley    | David Culley   | Lovie Smith       | Licenziamento |
| Jacksonville Jaguars | Urban Meyer     | Darrell Bevell | Doug Pederson     | Licenziamento |
| Las Vegas Raiders    | Jon Gruden      | Rich Bisaccia  | Josh McDaniels    | Dimissioni    |
| Miami Dolphins       | Brian Flores    | Brian Flores   | Mike McDaniel     | Licenziamento |
| Minnesota Vikings    | Mike Zimmer     | Mike Zimmer    | Kevin O'Connell   | Licenziamento |
| New Orleans Saints   | Sean Payton     | Sean Payton    | Dennis Allen      | Ritiro        |
| New York Giants      | Joe Judge       | Joe Judge      | Brian Daboll      | Licenziamento |
| Tampa Bay Buccaneers | Bruce Arians    | Bruce Arians   | Todd Bowles       | Ritiro        |

### Durante la stagione
| Squadra            | Allenatore        | Ragione       | Sostituto ad interim |
| ------------------ | ----------------- | ------------- | -------------------- |
| Carolina Panthers  | Matt Rhule        | Licenziamento | Steve Wilks          |
| Indianapolis Colts | Frank Reich       | Licenziamento | Jeff Saturday        |
| Denver Broncos     | Nathaniel Hackett | Licenziamento | Jerry Rosburg        |

## Record e traguardi
Settimana 1
- Matthew Stafford divenne il 12º giocatore della storia a passare 50.000 yard in carriera. Pareggiò, inoltre, il record di Drew Brees per rapidità, riuscendovi in 183 partite.[108]
- Matt Ryan divenne l'ottavo giocatore a passare 60.000 yard in carriera[109]
- Cade York segnò un field goal da 58 yard, stabilendo un record per un rookie alla sua prima partita. Il precedente primato di 55 era condiviso da John Hall e Blair Walsh.[110]
- Tom Brady divenne il quarterback più anziano a iniziare una partita come titolare, all'età di 45 anni e 39 giorni. Il precedente record di 44 anni e 279 era detenuto da Steve DeBerg.[111][112]

Settimana 2
- Tom Brady raggiunse Peyton Manning come quarterback col maggior numero di drive vincenti (drive finali che ribaltano il risultato della partita) in carriera (54).[113]
- Lamar Jackson divenne il quarterback con più partite (11) a correre per oltre 100 yard, record precedentemente condiviso con Michael Vick con 10 partite.[114]
- Jackson divenne il primo giocatore con almeno 300 yard passate, 3 touchdown passati, 100 yard di corsa e un touchdown su corsa in una partita.[115]
- Amon-Ra St. Brown divenne il primo ricevitore della storia della NFL a registrare in 6 partite di fila almeno 8 ricezioni e uno o più touchdown su ricezione.[116]
- Tyreek Hill raggiunse il record di Jerry Rice di più partite (4) con almeno 10 ricezioni, 150 yard ricevute e 2 touchdown su ricezione.[115]
- Aaron Rodgers divenne il quinto quarterback nella storia NFL a raggiungere i 450 passaggi da touchdown in carriera.[117]
- Carson Wentz divenne il primo giocatore a passare più di 300 yard e tre o più touchdown nelle sue due prime partite da titolare con la sua nuova squadra da quando le statistiche dei quarterback furono registrate per la prima volta nel 1950.[118]

Settimana 3
- Tom Brady divenne il primo giocatore a passare 85.000 yard in carriera.[119]
- Aaron Donald divenne il secondo defensive tackle a fare registrare 100 sack in carriera dopo John Randle, da quando i sack divennero una statistica ufficiale nel 1982.[120]
- Lamar Jackson divenne il primo giocatore nella storia della NFL con tre passaggi da touchdown e 100 yard corse in due gare consecutive.[121]
- Jackson fu il primo giocatore nella storia della NFL con 10 o più passaggi da touchdown e 200 o più yard corse nelle prime tre gare stagionali e il primo giocatore con una media di oltre 240 yard passate e 80 yard corse per gara in una singola stagione.[121]
- Jalen Hurts divenne il primo giocatore dal 1950 con almeno 900 yard passate e 100 yard corse in tre partite.[121]

Settimana 4
- Aaron Rodgers divenne il quinto giocatore nella storia NFL a raggiungere in carriera, tra stagione regolare e playoff, i 500 passaggi da touchdown.[122]
- Geno Smith stabilì un record per percentuale di completamento dei passaggi dopo quattro partite, 77,3 (minimo 125 passaggi tentati).[123]
- Patrick Mahomes divenne il giocatore ad aver raggiunto 20.000 yard passate in carriera nel minor numero di partite (67) nella storia della NFL.[124]
- Travis Kelce raggiunse il quinto posto come tight end di tutti i tempi col maggior numero di yard ricevute (9.328) superando in classifica Rob Gronkowski (9.286).[124]
- Justin Herbert pareggiò il record di Andrew Luck per il maggior numero di partite nelle sue prime tre stagioni (19) con almeno 300 yard passate.[124]

Settimana 5
- Justin Tucker divenne il primo giocatore a segnare 61 field goal consecutivi calciati nell'ultimo quarto o nei tempi supplementari.[125]
- Travis Kelce divenne il giocatore ad aver segnato in una partita almeno quattro touchdown su ricezione col minor numero di yard ricevute (25), record precedentemente detenuto da Marvin Jones con 93 yard.[126]

Settimana 6
- Matt Ryan superò Dan Marino al settimo posto della classifica delle yard passate in carriera.[127]
- Marcus Mariota divenne il secondo giocatore della storia con 2 passaggi da touchdown, uno o meno passaggi incompleti, più di 50 yard corse e un touchdown su corsa nella stessa partita, eguagliando Walter Payton.[127]

Settimana 7
- Mecole Hardman divenne il primo wide receiver nell'era del Super Bowl con due o più touchdown su corsa e uno o più touchdown su ricezione in una singola gara[128]
- Joe Burrow divenne il primo giocatore nella storia della NFL con due partite con 500 yard offensive combinate e quattro touchdown.[129]
- Burrow fissò il record di più partite (cinque) con almeno 400 yard passate nelle prime tre stagioni in carriera. Il precedente record era detenuto da Dan Marino con quattro.[130]

Settimana 8
- Tom Brady divenne il quarterback ad aver subito più sack nella storia della NFL (556), superando Ben Roethlisberger.[131]
- Alvin Kamara divenne il primo giocatore nella storia della NFL a segnare in 10 partite almeno un touchdown su corsa e uno su ricezione nelle sue prime sei stagioni.[132]
- Bill Belichick raggiunse le 325 vittorie, incluse quelle nei playoff, diventando il secondo capo allenatore più vincente nella storia della NFL, superando George Halas.[132]
- Derrick Henry divenne il primo giocatore nella storia NFL a far registrare 150 yard corse e due touchdown in quattro gare consecutive contro lo stesso avversario, riuscendovi contro Houston.[133]
- Henry pareggiò il record per il maggior numero di partite con almeno 200 yard corse, con 6. Il record era condiviso da Adrian Peterson e O.J. Simpson.[134]
- Christian McCaffrey divenne l'undicesimo giocatore nella storia NFL a far registrare nella stessa partita un touchdown di passaggio, uno su corsa e uno su ricezione.[135]
- Latavius Murray divenne il primo giocatore a segnare un touchdown su corsa per due squadre differenti nei London Game nella stessa stagione.[132]

Settimana 9
- Jalen Hurts raggiunse Peyton Manning e Dak Prescott al terzo posto per vittorie consecutive (11) per un quarterback titolare sotto i 25 anni dal 1990.[136]
- Hurts divenne il terzo quarterback sotto i 25 anni a partire da titolare e vincere le prime otto partite stagionali della sua squadra dal 1950, eguagliando Dan Marino e Jared Goff.[136]
- Justin Fields fissò il record per il maggior numero di yard su corsa in una partita per un quarterback nella stagione regolare, con 178. Il precedente record di 173 yard era detenuto da Michael Vick.[137]
- Fields divenne, inoltre, il primo giocatore nella storia della NFL a correre almeno 150 yard e lanciare almeno tre touchdown in una partita.[138]
- Tom Brady divenne il primo giocatore della storia a passare 100.000 yard sommando stagione regolare e playoff.[139]
- Brady, inoltre, fissò il record per il maggior numero di drive vincenti (55) e divenne il quarterback col maggior numero di ribaltamenti del risultato di una partita nel quarto quarto (43) in carriera, rispettivamente superando e pareggiando i record di Peyton Manning.[140]

Settimana 10
- Justin Jefferson divenne il primo giocatore nella storia della NFL con 20 partite con almeno 100 yard guadagnate nelle prime tre stagioni in carriera, superando Randy Moss e Odell Beckham.[141]
- Jefferson divenne il giocatore con il maggior numero di gare (7) con 150 yard guadagnate nelle prime tre stagioni di carriera, superando Moss e Lance Alworth (6).[141]
- Patrick Mahomes divenne il giocatore con più passaggi da touchdown (174) nelle sue prime 75 gare da titolare nell'era del Super Bowl, superando Dan Marino (173).[142]
- Justin Fields divenne il primo giocatore nella storia della NFL ad avere nella stessa partita più touchdown su corsa e su ricezione e 100 yard guadagnate su corsa.[143]
- Tua Tagovailoa divenne il primo giocatore nella storia della NFL a completare tre gare consecutive con un passer rating di almeno 135.[144]

Settimana 11
- Cordarrelle Patterson divenne il giocatore con il maggior numero di kickoff ritornati in touchdown, con 9. Il precedente record era condiviso con Josh Cribbs e Leon Washington (8).[145]
- Travis Kelce divenne il tight end con il maggior numero di partite con almeno 100 yard su ricezione, con 33, superando Rob Gronkowski (32).[146]
- Derek Carr divenne il quarterback con la migliore percentuale di vittorie (.800) nelle gare terminate ai tempi supplementari nella storia della NFL, considerando i quarterback con almeno dieci gare giocate finite ai tempi supplementari.[147]

Settimana 12
- Justin Jefferson divenne il giocatore con più yard ricevute nelle prime tre stagioni in carriera, con 4.248. Il record precedente era detenuto da Randy Moss con 4.163 yard.[148]
- Josh Jacobs divenne il primo giocatore nella storia della NFL con almeno 225 yard guadagnate su corsa e almeno 70 yard su ricezione in una singola partita.[149]
- Patrick Mahomes divenne il giocatore con il maggior numero di partite con almeno 300 yard passate nelle sue prime sette stagioni in carriera, con 38 partite.[149]
- Travis Kelce divenne il tight end con il maggior numero di yard ricevute nelle sue prime undici stagioni in carriera, con 9.918 yard.[149]
- Jalen Hurts divenne il primo giocatore dal 1950 a far registrare in una singola partita almeno 150 yard corse, 150 yard passate e due o più touchdown su passaggio.[150]

Settimana 13
- Tom Brady divenne il giocatore con il maggior numero di rimonte nel quarto quarto di gara nella storia della NFL, con 44. Il precedente record di 43 era condiviso con Peyton Manning.[151]
- I Green Bay Packers divennero la franchigia con il maggior numero di vittorie nella storia NFL, con 787, superando i Chicago Bears.[152]

Settimana 14
- Justin Herbert fissò il record per il maggior numero di yard passate nelle prime tre stagioni in carriera, con 13.056. Il precedente primato di 12.957 era detenuto da Andrew Luck.[153]
- Herbert divenne il secondo quarterback nella storia NFL con almeno 90 passaggi da touchdown nelle sue prime tre stagioni, eguagliando Dan Marino.[153]
- Patrick Mahomes divenne il quarto quarterback nell'era del Super Bowl ad avere almeno 10 vittorie e nessuna sconfitta contro un singolo avversario (Denver), raggiungendo Andrew Luck (Tennessee), Tom Brady (Atlanta) e John Elway (New England).[153]
- Jalen Hurts divenne il secondo quarterback della storia NFL con almeno 10 touchdown su corsa in più stagioni, eguagliando Cam Newton. Hurts fu il primo quarterback a raggiungere tale risultato in stagioni consecutive.[153]
- Ja'Marr Chase divenne il secondo giocatore nella storia NFL con almeno 2.000 yard ricevute e con almeno 20 touchdown su ricezione prima di compiere i 23 anni d'età, eguagliando Randy Moss.[153]
- Chase divenne il terzo giocatore nella storia NFL con almeno 10 ricezioni in una gara in cui subì anche un sack, eguagliando Davante Adams e Brandon Marshall.[153]
- Travis Kelce divenne il tight end più veloce nella storia NFL ad avere 10.000 yard ricevute in carriera, avendo raggiunto tale traguardo in 140 partite. Il precedente record era detenuto da Tony Gonzalez con 177 partite.[154]
- Kelce divenne il quinto tight end nella storia NFL a raggiungere le 10.000 yard ricevute in carriera, dopo Gonzalez, Shannon Sharpe, Antonio Gates e Jason Witten.[154]
- Derek Carr divenne il terzo quarterback nella storia NFL a raggiungere le 3.000 yard passate in ognuna delle sue prime nove stagioni, dopo Peyton Manning e Russell Wilson.[155]

Settimana 15
- I Minnesota Vikings realizzarono la maggior rimonta nella storia della NFL recuperando 33 punti agli Indianapolis Colts nella vittoria 39-36.[156]
- Kirk Cousins fissò il record per il maggior numero di yard passate nella seconda metà di gara con 417 yard.[157]
- Josh Allen divenne il secondo quarterback nella storia NFL con almeno 50 vittorie e 130 touchdown passati nelle sue prime cinque stagioni, dopo Patrick Mahomes.[158]
- Justin Fields divenne il terzo quarterback nella storia NFL a raggiungere le 1.000 yard corse in una stagione, eguagliando Lamar Jackson e Michael Vick.[159]
- Justin Herbert divenne il primo giocatore nella storia NFL con almeno 4.000 yard passate in ognuna delle sue prime tre stagioni.[160]
- Derek Carr divenne il quarto quarterback nella storia NFL a raggiungere le 35.000 yard passate nelle sue prime nove stagioni, eguagliando Matt Ryan, Peyton Manning e Dan Marino.[161]

Settimana 16
- Josh Allen fissò il record per il maggior numero di touchdown nelle sue prime cinque stagioni, con 174. Il precedente record di 171 touchdown era di Dan Marino.[162]
- Brock Purdy divenne il secondo giocatore che iniziò la carriera con un record di tre vittorie e nessuna sconfitta lanciando più touchdown in ognuna delle tre gare, eguagliando Kurt Warner.[162]
- Justin Jefferson fissò il record per il maggior numero di gare con almeno 100 yard su ricezione nelle prime tre stagioni, con 24. Il precedente record di 23 gare era detenuto da Randy Moss. Jefferson raggiunse questo traguardo col 50 percento delle gare giocate in carriera (24 su 48), la percentuale più elevata nella storia NFL.[163]
- Kirk Cousins pareggiò i record per il maggior numero di drive vincenti e di rimonte nel quarto quarto in una stagione, entrambi con 8. Entrambi i record sono condivisi con Matthew Stafford (2016).[164][165]
- Aaron Rodgers superò Dan Marino all'ottavo posto della classifica di tutti i tempi dei passaggi completati.[166]
- Tom Brady divenne il primo quarterback con 250 vittorie in carriera.[167]
- Austin Ekeler divenne il secondo giocatore a far registrare almeno 10 touchdown su corsa e 5 su ricezione in stagioni consecutive, eguagliando Marshall Faulk (2000-2001).[168]

Settimana 17
- Tom Brady divenne il primo giocatore con almeno 30 passaggi completati in 5 gare consecutive. Divenne, inoltre, il primo giocatore con almeno 30 passaggi completati in 10 gare in una stagione.[169]
- Christian McCaffrey fissò il record per il maggior numero di ricezioni per un running back nelle sue prime sei stagioni, con 439. Il precedente record era detenuto da Roger Craig, con 434.[170]
- Austin Ekeler divenne il terzo running back con almeno 100 ricezioni e 15 touchdown in una stagione, eguagliando McCaffrey e LaDainian Tomlinson. Divenne, inoltre, il quinto running back con almeno 100 ricezioni in una stagione.[171]
- Patrick Mahomes divenne il terzo giocatore con più di una stagione con almeno 5000 yard passate, eguagliando Drew Brees e Tom Brady.[171]
- Daniel Carlson divenne il terzo kicker nella storia della NFL a segnare in una stagione almeno 10 field goal da 50 o più yard, eguagliando Blair Walsh e Justin Tucker.[172]

Settimana 18
- Patrick Mahomes fissò il record per il maggior numero di yard conquistate in una stagione, con 5.608. Il precedente record di 5.562 yard era detenuto da Drew Brees.[173]
- Josh Allen divenne il primo giocatore ad avere in tre stagioni consecutive almeno 35 passaggi da touchdown e 5 touchdown su corsa.[173]
- Tom Brady fissò il record per il maggior numero di passaggi completati in una stagione, con 490, superando il proprio record di 485.[173]
- Brock Purdy fissò il record per il maggior numero di vittorie con più passaggi da touchdown in ogni partita all'inizio di carriera, con 5. Il precedente record di 4 gare era detenuto da Kurt Warner.[173]
- Justin Jefferson fissò il record per il maggior numero di ricezioni nelle sue prime tre stagioni, con 324. Il precedente record di 321 era detenuto da Michael Thomas.[174]
- Nyheim Hines equagliò il record, detenuto da altri 10 giocatori, per il maggior numero di kickoff ritornati in touchdown in una partita, con due.[175]
- Ryan Stonehouse fissò il record per la maggior media di yard per punt in una stagione, con 53,1. Il precedente record di 51,4 era detenuto da 82 anni da Sammy Baugh. Stonehouse fissò anche il record per la maggior media di yard nette per punt per un rookie, con 44,0.[176]
- Daniel Carlson fissò il record per il maggior numero di field goal segnati da 50 o più yard in una stagione, con 11. Il precedente record di 10 era detenuto da Blair Walsh, Justin Tucker e Brandon McManus.[177]

## Leader della lega
| Categoria              | Giocatore                                                                                   | N.         |
| Yard passate           | Patrick Mahomes (KC)                                                                        | 5.250 yard |
| Touchdown passati      | Patrick Mahomes (KC)                                                                        | 41         |
| Yard corse             | Josh Jacobs (LV)                                                                            | 1.653 yard |
| Touchdown su corsa     | Jamaal Williams (DET)                                                                       | 17         |
| Ricezioni              | Justin Jefferson (MIN)                                                                      | 128        |
| Yard ricevute          | Justin Jefferson (MIN)                                                                      | 1.809 yard |
| Touchdown su ricezione | Davante Adams (LV)                                                                          | 14         |
| Tackle totali          | Foyesade Oluokun (JAX)                                                                      | 184        |
| Sack                   | Nick Bosa (SF)                                                                              | 18,5       |
| Intercetti             | Minkah Fitzpatrick (PIT) C.J. Gardner-Johnson (PHI) Justin Simmons (DEN) Tariq Woolen (SEA) | 6          |
| Fumble forzati         | Alex Highsmith (PIT) Haason Reddick (PHI)                                                   | 5          |

Fonte:

## Premi

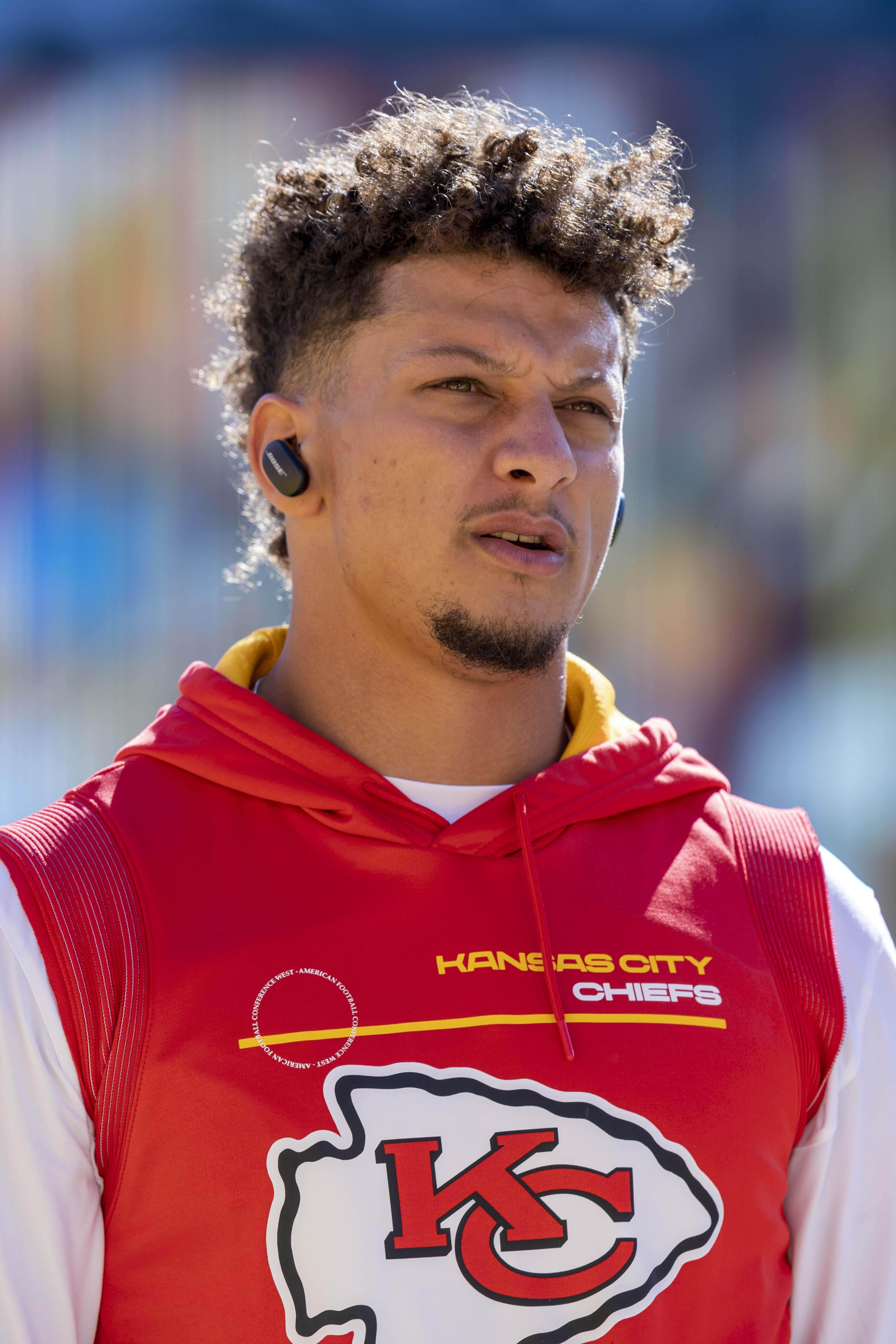
Nel 2022 Patrick Mahomes è stato premiato come MVP della NFL per la seconda volta in carriera

### Premi stagionali
| Premio                            | Vincitore        | Ruolo           | Squadra             |
| --------------------------------- | ---------------- | --------------- | ------------------- |
| MVP della NFL                     | Patrick Mahomes  | Quarterback     | Kansas City Chiefs  |
| Giocatore offensivo dell'anno     | Justin Jefferson | Wide receiver   | Minnesota Vikings   |
| Difensore dell'anno               | Nick Bosa        | Defensive End   | San Francisco 49ers |
| Allenatore dell'anno              | Brian Daboll     | Allenatore      | New York Giants     |
| Rookie offensivo dell'anno        | Garrett Wilson   | Wide receiver   | New York Jets       |
| Rookie difensivo dell'anno        | Sauce Gardner    | Cornerback      | New York Jets       |
| Comeback Player of the Year       | Geno Smith       | Quarterback     | Seattle Seahawks    |
| Walter Payton NFL Man of the Year | Dak Prescott     | Quarterback     | Dallas Cowboys      |
| PFWA Dirigente dell'anno          | Howie Roseman    | General manager | Philadelphia Eagles |
| MVP del Super Bowl                | Patrick Mahomes  | Quarterback     | Kansas City Chiefs  |

### All-Pro
I seguenti giocatori sono stati inseriti nel First-team All-Pro dall'Associated Press:
| Attacco          | Attacco                                                                 |
| ---------------- | ----------------------------------------------------------------------- |
| Quarterback      | Patrick Mahomes, Kansas City                                            |
| Running back     | Josh Jacobs, Las Vegas                                                  |
| Wide receiver    | Justin Jefferson, Minnesota Tyreek Hill, Miami Davante Adams, Las Vegas |
| Tight end        | Travis Kelce, Kansas City                                               |
| Tackle sinistro  | Trent Williams, San Francisco                                           |
| Guardia sinistra | Joel Bitonio, Cleveland                                                 |
| Centro           | Jason Kelce, Philadelphia                                               |
| Guardia destra   | Zack Martin, Dallas                                                     |
| Tackle destro    | Lane Johnson, Philadelphia                                              |

| Difesa           | Difesa                                                                  |
| ---------------- | ----------------------------------------------------------------------- |
| Edge rusher      | Nick Bosa, San Francisco Micah Parsons, Dallas                          |
| Interior lineman | Chris Jones, Kansas City Quinnen Williams, New York Jets                |
| Linebacker       | Fred Warner, San Francisco Roquan Smith, Baltimore Matt Milano, Buffalo |
| Cornerback       | Sauce Gardner, New York Jets Patrick Surtain II, Denver                 |
| Safety           | Minkah Fitzpatrick, Pittsburgh Talanoa Hufanga, San Francisco           |

| Placekicker    | Daniel Carlson, Las Vegas   |
| Punter         | Tommy Townsend, Kansas City |
| Kick returner  | Keisean Nixon, Green Bay    |
| Punt returner  | Marcus Jones, New England   |
| Special teamer | Jeremy Reaves, Washington   |
| Long snapper   | Andrew DePaola, Minnesota   |

### Premi settimanali e mensili
| Sett./ mese | Giocatore offensivo della sett./mese    | Giocatore offensivo della sett./mese   | Difensore della sett./mese            | Difensore della sett./mese             | Giocatore degli special team della sett./mese | Giocatore degli special team della sett./mese |
| Sett./ mese | AFC                                     | NFC                                    | AFC                                   | NFC                                    | AFC                                           | NFC                                           |
| ----------- | --------------------------------------- | -------------------------------------- | ------------------------------------- | -------------------------------------- | --------------------------------------------- | --------------------------------------------- |
| 1           | Patrick Mahomes QB (Kansas City)        | Saquon Barkley RB (New York Giants)    | Minkah Fitzpatrick S (Pittsburgh)     | Uchenna Nwosu LB (Seattle)             | Cade York K (Cleveland)                       | Zech McPhearson CB (Philadelphia)             |
| 2           | Tua Tagovailoa QB (Miami)               | Amon-Ra St. Brown WR (Detroit)         | Jaylen Watson CB (Kansas City)        | Darius Slay CB (Philadelphia)          | Braden Mann P (New York Jets)                 | Graham Gano K (New York Giants)               |
| 3           | Trevor Lawrence QB (Jacksonville)       | Cordarrelle Patterson RB (Atlanta)     | Trey Hendrickson DE (Cincinnati)      | Brandon Graham DE (Philadelphia)       | Corliss Waitman P (Denver)                    | Pat O'Donnell P (Green Bay)                   |
| Sett.       | Lamar Jackson QB (Baltimore)            | Jalen Hurts QB (Philadelphia)          | Melvin Ingram LB (Miami)              | Devin White LB (Tampa Bay)             | Tommy Townsend P (Kansas City)                | Mitch Wishnowsky P (San Francisco)            |
| 4           | Patrick Mahomes QB (Kansas City)        | Geno Smith QB (Seattle)                | Jordan Poyer S (Buffalo)              | Haason Reddick LB (Philadelphia)       | Greg Joseph K (Minnesota)                     | Evan McPherson K (Cincinnati)                 |
| 5           | Josh Allen QB (Buffalo)                 | Taysom Hill TE (New Orleans)           | Matt Judon LB (New England)           | Micah Parsons LB (Dallas)              | Chase McLaughlin K (Indianapolis)             | Cameron Dicker K (Philadelphia)               |
| 6           | Josh Allen QB (Buffalo)                 | Marcus Mariota QB (Atlanta)            | Quinnen Williams DE (New York Jets)   | Tariq Woolen CB (Seattle)              | Dustin Hopkins K (Los Angeles Chargers)       | Ryan Wright P (Minnesota)                     |
| 7           | Joe Burrow QB (Cincinnati)              | Daniel Jones QB (New York Giants)      | Sauce Gardner CB (New York Jets)      | Marco Wilson CB (Arizona)              | Randy Bullock K (Tennessee)                   | Cairo Santos K (Chicago)                      |
| 8           | Derrick Henry RB (Tennessee)            | Christian McCaffrey RB (San Francisco) | Dre'Mont Jones DE (Denver)            | Za'Darius Smith LB (Minnesota)         | Nick Folk K (New England)                     | Will Dissly TE (Seattle)                      |
| Ott.        | Derrick Henry RB (Tennessee)            | Geno Smith QB (Seattle)                | Quinnen Williams DL (New York Jets)   | Za'Darius Smith LB (Minnesota)         | Ryan Stonehouse P (Tennessee)                 | Tress Way P (Washington)                      |
| 9           | Joe Mixon RB (Cincinnati)               | Justin Fields QB (Chicago)             | Justin Houston DE (Baltimore)         | Kerby Joseph S (Detroit)               | Cameron Dicker K (Los Angeles Chargers)       | Jake Camarda P (Tampa Bay)                    |
| 10          | Jonathan Taylor RB (Indianapolis)       | Justin Jefferson WR (Minnesota)        | Alex Highsmith LB (Pittsburgh)        | Devin White LB (Tampa Bay)             | Ryan Stonehouse P (Tennessee)                 | Joey Slye K (Washington)                      |
| 11          | Travis Kelce TE (Kansas City)           | Tony Pollard RB (Dallas)               | Matt Milano LB (Buffalo)              | Aidan Hutchinson DE (Detroit)          | Marcus Jones DB (New England)                 | Cordarrelle Patterson RB (Atlanta)            |
| 12          | Josh Jacobs RB (Las Vegas)              | Jalen Hurts QB (Philadelphia)          | Ed Oliver DT (Buffalo)                | Brian Burns DE (Carolina)              | JK Scott P (Los Angeles Chargers)             | Kene Nwangwu RB (Minnesota)                   |
| Nov.        | Patrick Mahomes QB (Kansas City)        | Justin Jefferson WR (Minnesota)        | Derwin James S (Los Angeles Chargers) | Nick Bosa DE (San Francisco)           | Tyler Bass K (Buffalo)                        | Joey Slye K (Washington)                      |
| 13          | Joe Burrow QB (Cincinnati)              | Jalen Hurts QB (Philadelphia)          | Chandler Jones DE (Las Vegas)         | Nick Bosa DE (San Francisco)           | Donovan Peoples-Jones WR (Cleveland)          | Michael Badgley K (Detroit)                   |
| 14          | Trevor Lawrence QB (Jacksonville)       | Baker Mayfield QB (L.A. Rams)          | Josh Uche LB (New England)            | Brandon Graham DE (Philadelphia)       | Calais Campbell DE (Baltimore)                | Eddy Pineiro K (Carolina)                     |
| 15          | Josh Allen QB (Buffalo lo)              | Kirk Cousins QB (Minnesota)            | Rayshawn Jenkins S (Jacksonville)     | Kayvon Thibodeaux LB (New York Giants) | Tommy Townsend P (Kansas City)                | Kalif Raymond WR (Detroit)                    |
| 16          | Joe Burrow QB (Cincinnati)              | D'Onta Foreman RB (Carolina)           | Cameron Heyward DT (Pittsburgh)       | Nick Bosa DE (San Francisco)           | Riley Patterson K (Jacksonville)              | Greg Joseph K (Minnesota)                     |
| 17          | Austin Ekeler WR (Los Angeles Chargers) | Mike Evans WR (Tampa Bay)              | Kyle Dugger S (New England)           | Cameron Jordan DE (New Orleans)        | Corey Bojorquez P (Cleveland)                 | Keisean Nixon RB (Green Bay)                  |
| 18          | Jerry Jeudy WR (Denver)                 | Jamaal Williams RB (Detroit)           | Josh Allen OLB (Jacksonville)         | Quandre Diggs S (Seattle)              | Nyheim Hines RB (Buffalo)                     | Jake Elliott K (Philadelphia)                 |
| Dic./Gen.   | Jerick McKinnon RB (Kansas City)        | Christian McCaffrey RB (San Francisco) | Roquan Smith LB (Baltimore)           | Haason Reddick LB (Philadelphia)       | Cameron Dicker K (Los Angeles Chargers)       | Younghoe Koo K (Atlanta)                      |

| Mese     | Rookie del mese                 | Rookie del mese               |
| Mese     | Offensivo                       | Difensivo                     |
| -------- | ------------------------------- | ----------------------------- |
| Sett.    | Chris Olave WR (New Orleans)    | Devin Lloyd LB (Jacksonville) |
| Ott.     | Kenneth Walker III RB (Seattle) | Tariq Woolen CB (Seattle)     |
| Nov.     | Christian Watson WR (Green Bay) | Aidan Hutchinson DE (Detroit) |
| Dic./Gen | Brock Purdy QB (San Francisco)  | Aidan Hutchinson DE (Detroit) |